# Calendario Pirelli

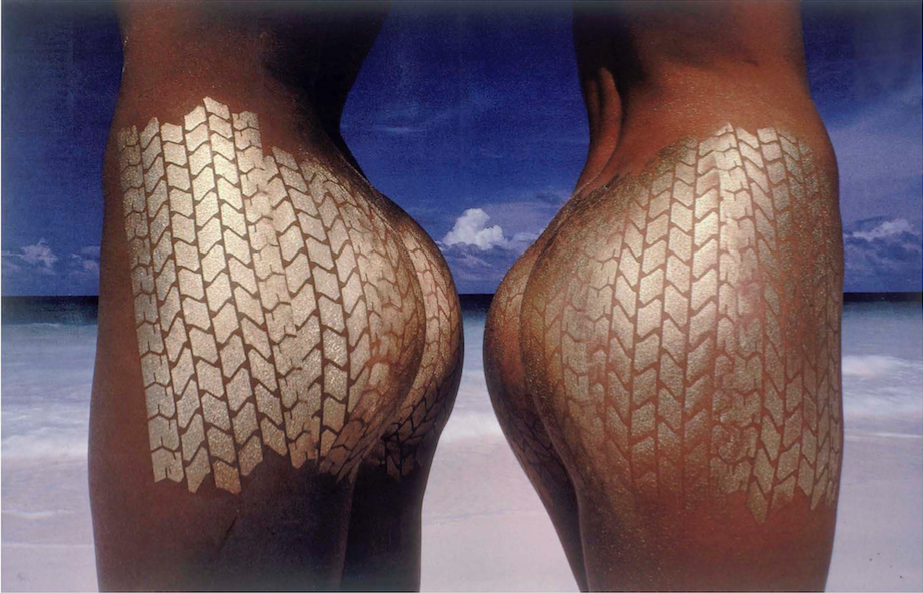
Uwe Ommer, foto Calendario Pirelli 1984

Il calendario Pirelli è un calendario senza fini commerciali nato nel 1963 nella filiale italiana della Pirelli.

## Storia
Il calendario Pirelli è famoso per la sua tiratura limitata; infatti non è venduto, ma viene regalato soltanto ad un numero limitato di importanti clienti della Pirelli e di VIP. Si tratta per questo di un prodotto particolare, caratterizzato peraltro da immagini di fascino, compresi i nudi artistici.
La sua pubblicazione è stata interrotta dopo l'edizione 1974 a causa della recessione economica mondiale dovuta alla crisi petrolifera. La pubblicazione è ripresa 10 anni più tardi e da allora è stato pubblicato regolarmente.
Apparire sul calendario Pirelli è diventato un segno di distinzione per i fotografi incaricati di realizzare gli scatti (tra gli altri: Donovan, Stern, Ritts, Avedon, Peter Lindbergh, Weber, Annie Leibovitz, Testino, Demarchelier, Terry Richardson, McCurry, Inez & Vinoodh).
Nel 2014 la scelta da parte del gruppo Pirelli The Cal di pubblicare, in occasione dei 50 anni, una versione censurata nel 1986 opera di Helmut Newton (scomparso nel 2004).

Stessa fama che è spettata anche alle varie top model, attrici, cantanti e personalità internazionali, incluse personalità maschili.

Tra i nomi più ricorrenti: 
- 8 - Isabeli Fontana
- 5 - Natal'ja Vodjanova
- 4 - Naomi Campbell
- 3 - Adriana Lima, Alek Wek, Mariacarla Boscono, Karolína Kurková, Kate Moss, Lara Stone, Laetitia Casta
- 2 - Gisele Bündchen, Helena Christensen, Miranda Kerr, Karlie Kloss, Eva Herzigová, Gigi Hadid, Małgosia Bela, Susie Bick, Filippa Hamilton, Daria Werbowy, Sophie Dahl, Alessandra Ambrosio, Jessica Miller, Angela Lindvall, Carolyn Murphy, Natasha Poly, Joan Smalls, Penélope Cruz, Julianne Moore, Lupita Nyong'o

Inoltre sono apparse attrici quali Selma Blair, Sophia Loren, Inés Sastre, Naomi Watts, Sônia Braga, Brittany Murphy, Monica Bellucci, Julia Stiles, Sienna Miller, Mena Suvari, Hilary Swank o supermodelle come Eva Riccobono, Cindy Crawford, Milla Jovovich, Heidi Klum, Iman. Tra le partecipazioni maschili: Alessandro Gassmann, Bono, John Malkovich, Ewan McGregor.
Il calendario del 2021 non è stato pubblicato a causa della pandemia di COVID-19.

## Edizioni del calendario
| Anno      | Fotografo                                                 | Location                                       | Modelli |
| --------- | --------------------------------------------------------- | ---------------------------------------------- | --- |
| 1963      | Terence Donovan                                           | Londra, Inghilterra                            | 12 modelle rappresentative delle 12 diverse aree d'esportazione: Australia • Ceylon • Cipro • Danimarca • Figi • Ghana • Hong Kong • Indie Occidentali Britanniche • Inghilterra • Malaysia • Nigeria • Pakistan |
| 1964      | Robert Freeman                                            | Maiorca, Spagna                                | Jane Lumb e Sonny Drane |
| 1965      | Brian Duffy                                               | Monaco e Costa Azzurra                         | Annabella • Pauline Dukes • Jeannette Harding • Pauline Stone • Virginia |
| 1966      | Peter Knapp                                               | Al Hoceima, Marocco                            | Shirley Ann e altre |
| 1967      | Non pubblicato                                            | Non pubblicato                                 | Non pubblicato |
| 1968      | Harry Peccinotti                                          | Djerba, Tunisia                                | Pat Booth • Jill la Tour • Elisa Ngai • Ulla Randall Poesie di: Elizabeth Barrett Browning • Yamabe no Akahito • Allen Ginsberg • Pierre de Ronsard • Fujiwara no Sadaie |
| 1969      | Harry Peccinotti                                          | Big Sur, California                            | |
| 1970      | Francis Giacobetti                                        | Paradise Island, Bahamas                       | Anak • Alexandra Bastedo • Paula Martine • Pipa |
| 1971      | Francis Giacobetti                                        | Giamaica                                       | Caileen Bell • Kate Howard • Angela McDonald • Christine Townson |
| 1972      | Sarah Moon                                                | Villa Les Tilleuls, Parigi, Francia            | Mick Lindburg • Suzanne Moncur • Boni Pfeifer • Inger Hammer • Magritt Rahn • Barbara Trethman |
| 1973      | Brian Duffy                                               | Londra, Inghilterra                            | Nicki Allen • Erica Creer • Elizabeth • Kate Howard • Nicki Howorth • Kari Ann • Kubi • Jane Lumb • Penny Steele • Pauline Stone • Sue Paul • Vida • Vicky Wilks |
| 1974      | Hans Feurer                                               | Seychelles                                     | Chichinou • Kathy Cochaux • Kim • Marana • Eva Nielsen |
| 1975-1983 | Non pubblicato                                            | Non pubblicato                                 | Non pubblicato |
| 1984      | Uwe Ommer                                                 | Bahamas                                        | Angie Layne • Julie Martin • Suzye Ann Watkins • Jane Wood |
| 1985      | Norman Parkinson                                          | Edimburgo, Scozia                              | Anna Andersen • Cecilia • Iman • Lena • Sherry |
| 1986      | Bert Stern                                                | Cotswolds, Inghilterra                         | Jane Arwood • Julia Boleno • Joni Flyn • Gloria • Caroline Hallett • Luise King • Juliet • Deborah Leng • Clare MacNamara • Samantha • Beth Toussaint • Suzy Yeo |
| 1987      | Terence Donovan                                           | Bath, Inghilterra                              | Colette Brown • Ione Brown • Naomi Campbell • Waris Dirie • Gillian De Turville |
| 1988      | Barry Lategan                                             | Londra, Inghilterra                            | le ballerine (per le coreografie di Gillian Lynne): Briony Brind • Victoria Dyer • Nicola Keen • Kim Lonsdale • Sharon McGorian • Noomi Sorkin • Carol Stralcer Hugo Bregman |
| 1989      | Joyce Tennyson                                            | Studi Polaroid, New York                       | Susan Allcorn • Kathryn Bishop • Gretchen Eichholz • Rebecca Glen • Rosemarie Griego • Brigitte Luzar • Nicky Nagel • Gilda Meyer-Nichof • Dannielle Scott • Akure Wall • Susan Waseen • Lisa Whiting |
| 1990      | Arthur Elgort                                             | Siviglia, Spagna                               | Laurie Bernhardt • Laure Bogeart • Christina Cadiz • Anna Klevag • Florence Poretti • Debrah Saron |
| 1991      | Clive Arrowsmith                                          | Francia                                        | Susie Bick • Rachel Boss • Alison Fitzpatrick • Carole Jimenez • Monika Kassner • Lynne Koester • Nancy Liu • Rina Lucarelli • Jackie Old Coyote • Paula Siero • Katherina Trug • Saskia van der Waarde |
| 1992      | Clive Arrowsmith                                          | Almería, Spagna                                | Julienne Davis • Alison Fitzpatrick • Judi Taylor |
| 1993      | John Claridge                                             | Seychelles                                     | Christina Estrada • Barbara Moors • Claudie |
| 1994      | Herb Ritts                                                | Paradise Island, Bahamas                       | Karen Alexander • Helena Christensen • Cindy Crawford • Kate Moss |
| 1995      | Richard Avedon                                            | New York, Stati Uniti                          | Nadja Auermann • Naomi Campbell • Farrah Summerford • Christy Turlington |
| 1996      | Peter Lindbergh                                           | El Mirage, California, Stati Uniti             | Eva Herzigová • Nastassja Kinski • Kristen McMenamy • Navia Nguyen • Carré Otis • Tatjana Patitz |
| 1997      | Richard Avedon                                            | New York, Stati Uniti                          | Monica Bellucci • Melanie Bitti • Waris Dirie • Honor Fraser • Anna Klevhag • Annie Morton • Julia Ortiz • Irina Pantaeva • Sophie Patitz • Brandi Quiñones • Cordula Reyer • Inés Sastre • Kristina Semenovskaia • Jenny Shimizu • Ling Tang • Nikki Uberti • Marie Sophie Wilson • Tatiana Zavialova • Gisele Zelauy |
| 1998      | Bruce Weber                                               | Miami, Stati Uniti                             | Patricia Arquette • Georgina Grenville • Daryl Hannah • Shalom Harlow • Eva Herzigová • Kirsty Hume • Elaine Irwin Mellencamp • Milla Jovovich •Kiara Kabukuru • Tanga Moreau • Carolyn Murphy • Rachel Roberts • Stella Tennant e BB King • Bono • Paul Cadmus • Francesco Clemente • Kris Kristofferson • John Malkovich • Ewan McGregor • Dermot Mulroney • Dan O'Brien • Sonny Rollins • Kelly Slater • Fred Ward |
| 1999      | Herb Ritts                                                | Los Angeles e Malibù, Stati Uniti              | Elsa Benítez • Laetitia Casta • Sophie Dahl • Karen Elson • Bridget Hall • Michele Hicks • Angela Lindvall • Shirley Mallmann • Audrey Marnay • Carolyn Murphy • Chandra North • Alek Wek |
| 2000      | Annie Leibovitz                                           | Rhinebeck, New York                            | Laetitia Casta |
| 2001      | Mario Testino                                             | Napoli, Italia                                 | Gisele Bündchen • Aurélie Claudel • Rhea Durham • Karen Elson • Carmen Kass • Noémie Lenoir • Angela Lindvall • Ana Cláudia Michels • Frankie Rayder • Fernanda Tavares • Mariana Weickert • Liisa Winkler |
| 2002      | Peter Lindbergh                                           | Hollywood, Stati Uniti                         | Selma Blair • Lauren Bush • Kiera Chaplin • Erika Christensen • Rachael Leigh Cook • Monet Mazur • Bridget Moynahan • Brittany Murphy • Amy Smart • Shannyn Sossamon • Julia Stiles • Mena Suvari |
| 2003      | Bruce Weber                                               | Cilento e Paestum, Campania, Italia            | Alessandra Ambrosio • Mariacarla Boscono • Sophie Dahl • Yamila Díaz • Isabeli Fontana • Bridget Hall • Filippa Hamilton • Heidi Klum • Karolína Kurková • Jessica Miller • Sienna Miller • Rana Raslan • Eva Riccobono • Lisa Seiffert • Valentina Stilla • Natal'ja Vodjanova e Marcelo Boldrini • Stéphane Ferrara • Tomasino Ganesh • Alessandro Gassmann • Jak Krauszer • Ajay Lamas • Richie LaMontagne • Enrico Lo Verso • Davide Battista • Massimo Boninsegna • Giuseppe Conte • Luca di Marino • Pasquale Malzone • Raffaele Marciano • Alberto Perini • Serafino Roncacè |
| 2004      | Nick Knight                                               | Londra, Inghilterra                            | Mariacarla Boscono • Esther De Jong • Dewi Driegen • Adina Fohlin • Karolína Kurková • Pollyanna McIntosh • Jessica Miller • Amanda Moore • Frankie Rayder • Liberty Ross • Ai Tominaga • Natal'ja Vodjanova • Alek Wek |
| 2005      | Patrick Demarchelier                                      | Rio de Janeiro, Brasile                        | Valéria Bohm • Michelle Buswell • Naomi Campbell • Diana Dondoe • Liliane Ferrarezi • Isabeli Fontana • Filippa Hamilton • Adriana Lima • Julia Stegner • Eugenia Volodina • Marija Vujović • Erin Wasson • Valentina Zelyaeva |
| 2006      | Mert Alas e Marcus Piggot                                 | Costa Azzurra                                  | Gisele Bündchen • Karen Elson • Jennifer Lopez • Kate Moss • Guinevere van Seenius • Natal'ja Vodjanova |
| 2007      | Inez van Lamsweerde e Vinoodh Matadin                     | Studio set, California                         | Penélope Cruz • Lou Doillon • Sophia Loren • Hilary Swank • Naomi Watts |
| 2008      | Patrick Demarchelier                                      | Shanghai, Cina                                 | Maggie Cheung • Agyness Deyn • Lily Donaldson • Du Juan • Doutzen Kroes • Catherine McNeil • Sasha Pivovarova • Coco Rocha • Caroline Trentini • Mo Wandan • Gemma Ward |
| 2009      | Peter Beard                                               | Delta dell'Okavango, Botswana                  | Malgosia Bela • Mariacarla Boscono • Emanuela de Paula • Isabeli Fontana • Rianne Ten Haken • Lara Stone • Daria Werbowy |
| 2010      | Terry Richardson                                          | Bahia, Brasile                                 | Ana Beatriz Barros • Gracie Carvalho • Lily Cole • Marloes Horst • Rosie Huntington-Whiteley • Miranda Kerr • Abbey Lee Kershaw • Daisy Lowe • Catherine McNeil • Enikő Mihalik • Georgina Stojiljkovic |
| 2011      | Karl Lagerfeld                                            | Parigi                                         | Bianca Balti • Freja Beha Erichsen • Isabeli Fontana • Magdalena Frackowiak • Abbey Lee Kershaw • Lakshmi Menon • Julianne Moore • Heidi Mount • Natasha Poly • Anja Rubik • Elisa Sednaoui • Lara Stone • Iris Strubegger • Erin Wasson • Daria Werbowy • Jeneil Williams e Jake Davies • Baptiste Giabiconi • Sébastien Jondeau • Brad Kroenig • Garrett Neff |
| 2012      | Mario Sorrenti                                            | Domaine de Murtoli, Sartene, Corsica           | Malgosia Bela • Saskia de Brauw • Isabeli Fontana • Milla Jovovich • Rinko Kikuchi • Margareth Madè • Kate Moss • Natasha Poly • Joan Smalls • Lara Stone • Guinevere van Seenius • Edita Vilkevičiūtė |
| 2013      | Steve McCurry                                             | Rio de Janeiro, Brasile                        | Hanaa Ben Abdesslem • Sônia Braga • Isabeli Fontana • Liya Kebede • Karlie Kloss • Kyleigh Kuhn • Adriana Lima • Marisa Monte • Petra Němcová • Summer Rayne Oakes • Elisa Sednaoui |
| 2014      | Helmut Newton (scattato nel 1986)                         | Montecarlo e Chianti, Toscana                  | Susie Bick • Antonia Dell'Atte • Betty Prado |
| 2014      | Patrick Demarchelier e Peter Lindbergh (50º Anniversario) | Studio set, New York                           | Alessandra Ambrosio • Helena Christensen • Isabeli Fontana • Miranda Kerr • Karolína Kurková • Alek Wek |
| 2015      | Steven Meisel                                             | Studio set, New York                           | Karen Elson • Anna Ewers • Isabeli Fontana • Gigi Hadid • Candice Huffine • Adriana Lima • Saša Luss • Carolyn Murphy • Cameron Russel • Joan Smalls • Natal'ja Vodjanova • Raquel Zimmermann |
| 2016      | Annie Leibovitz                                           | Studio set, New York                           | Yao Chen • Ava DuVernay • Tavi Gevinson • Agnes Gund • Mellody Hobson • Kathleen Kennedy • Fran Lebowitz • Shirin Neshat • Yōko Ono • Amy Schumer • Patti Smith • Natal'ja Vodjanova • Serena Williams |
| 2017      | Peter Lindbergh                                           | New York, Berlino, Londra, Parigi, Los Angeles | Jessica Chastain • Penélope Cruz • Anastasia Ignatova • Nicole Kidman • Rooney Mara • Helen Mirren • Julianne Moore • Lupita Nyong'o • Charlotte Rampling • Léa Seydoux • Uma Thurman • Alicia Vikander • Kate Winslet • Robin Wright • Zhang Ziyi |
| 2018      | Tim Walker                                                | Londra                                         | Adwoa Aboah • Adut Akech • Zoe Bedeaux • Naomi Campbell • Puff Daddy • Alpha Dia • Jaha Dukureh • Whoopi Goldberg • Thando Hopa • Djimon Hounsou • Sasha Lane • Lupita Nyong'o • RuPaul • Wilson Oryema • King Owusu • Duckie Thot • Slick Woods • Lil Yachty |
| 2019      | Albert Watson                                             | Miami, New York                                | Laetitia Casta • Misty Copeland • Astrid Eika • Julia Garner • Gigi Hadid • Sergei Polunin • Alexander Wang |
| 2020      | Paolo Roversi                                             | Parigi / Verona                                | Claire Foy • Mia Goth • Chris Lee • Indya Moore • Rosalía • Stella Roversi • Yara Shahidi • Kristen Stewart • Emma Watson |
| 2021      | Non pubblicato                                            | Non pubblicato                                 | Non pubblicato |
| 2022      | Bryan Adams                                               | Los Angeles e Capri                            | Cher • Grimes • Jennifer Hudson • Normani • Rita Ora • Bohan Phoenix • Iggy Pop • Saweetie • St. Vincent • Kali Uchis |
| 2023      | Emma Summerton                                            | New York e Londra                              | Adwoa Aboah • Adut Akech • He Cong • Cara Delevingne • Lila Moss • Guinevere van Seenus • Karlie Kloss • Sasha Pivovarova • Lauren Wasser • Emily Ratajkowski • Bella Hadid • Kaya Wilkins • Precious Lee • Ashley Graham |
| 2024      | Prince Gyasi                                              | Ghana e Londra                                 | Otumfuo Nana Osei Tutu II • Naomi Campbell • Margot Lee Shetterly • Angela Bassett • Amanda Gorman • Tiwa Savage • Idris Elba • Jeymes Samuel • Amoako Boafo • Teyana Taylor • Marcel Desailly |